# Wii no Ma
Wii no Ma (Wiiの間?) fue un canal de servicio de vídeo bajo demanda dirigido por Nintendo en cooperación con Dentsu para producir programas y anuncios. Wii no Ma podía ser usado con una Wii y acceso a Internet y presentaba contenido orientado a familias, como dibujos animados, cuestionarios de entrenamiento cerebral, programas de cocina, shows educativos, y otros progamas producidos exclusivamente para Nintendo. Las emisiones comenzaron en Japón el 1 de mayo de 2009. En 2010 se registraron varias marcas comerciales para el nombre.
La interfaz del canal se realizó alrededor de un salón virtual, donde hasta ocho Miis podían ser registrados e interactuar entre sí. El salón contenía un televisor que llevaría al espectador a la lista de vídeos. De vez en cuando, personajes Mii "conserjes" introducirían programas especiales.
Una aplicación DSiWare llamada Dokodemo Wii no Ma podía ser descargada gratis por usuarios japoneses de la Nintendo DSi, y les permitía descargar programas de Wii no Ma de la Wii a la DSi, y luego reproducirlos. También permitía descargar cupones en la DSi que podían ser escaneados en tiendas directamente de la pantalla.
Nintendo terminó la operación de Wii no Ma el 30 de abril de 2012.
En 2020, se creó un grupo de fans con el objetivo de revivir el servicio, conocido como WiiLink24, el cual también se especializa en el Canal Demae (Entrega de comida) y el Canal Digicam Print (Impresiones de fotos). Su objetivo no solo es traducir del japonés la aplicación, sino también traer de vuelta lo máximo del servicio que sea legalmente posible.

## Respuesta
El alto ejecutivo de Fuji Television declaró que si los planes para hacer de la Wii la pieza central del salón terminaran despegando de manera significativa, sería el tema de las pesadillas de los productores de televisión.

## Otros
- Netflix Vídeo bajo demanda[5]